# Etelinda
Etelinda è un'opera in due atti di Carlo Coccia, su libretto di Gaetano Rossi. Fu rappresentata per la prima volta il 26 giugno 1816 al Teatro San Benedetto di Venezia.
Gli interpreti della prima rappresentazione furono i seguenti:
| Personaggio | Interprete           |
| ----------- | -------------------- |
| Rutlando    | Ranieri Remorini     |
| Wolff       | Francesco dal Medico |
| Etelinda    | Rosa Morandi         |
| Valdemaro   | Domenico Saini       |
| Pipper      | Luigi Pacini         |
| Fedora      | Teresa Bartolini     |
| Ranulfo     | Francesco Desirò     |

## Trama
L'azione si svolge in Scozia. Nel primo atto, nelle montagne di Portland; nel secondo atto, sulle rive di Linkwskire.

### Atto I
È l'alba, nei pressi di una miniera. Rutlando si è invaghito di Etelinda, figlia del capo della miniere Wolff. Avendone ricevuto un rifiuto, progetta di rapirla aiutato dai suoi armati capeggiati dal fido Ranulfo, ma vengono disturbati dall'arrivo di due giovani pescatori. Sono Valdemaro, innamorato di Etelinda che vuole fermarsi presso la sua casa sulla strada per portare il pesce in città, e l'amico Pipper, il personaggio comico dell'opera, pauroso e impacciato per la sua corporatura. Rutlando progetta di servirsi di Valdemaro per attirare Etelinda in un bosco e rapirla indisturbato, e gli rivela le proprie intenzioni.
Esce Etelinda col padre. La ragazza, molto amata dai lavoratori della miniera, è in apprensione perché Valdemaro, di cui ricambia l'amore, non è ancora giunto. Wolff ha intuito il legame che lega la figlia e Valdemaro, ma intende portarla e Edimburgo per trovarle un marito più ricco. Rutlando riesce ad avvicinarsi a Etelinda sfruttando la presenza di Valdemaro, che non trova modo di avvertire l'amata del pericolo, ma Etelinda nuovamente respinge le sue offerte e Rutlando riparte fremente.
Rutlando torna con i suoi masnadieri per dare l'assalto alla casa di Etelinda. Valdemaro finge di unirsi a loro ed è egli stesso a entrare nella casa e rapire Etelinda, poi mentre tutti sono intenti a saccheggiare l'abitazione fugge con lei sulle montagne. Wolff esce disperato dalla miniera e vede la sua casa, finita in fiamme durante il saccheggio, crollare sui masnadieri.

### Atto II
La scena si sposta sulle rive del lago dove si trova la capanna di Valdemaro. Sua madre, Fedora, è in ansia perché non lo vede tornare. Giunge Pipper, atterrito. Egli è riuscito fortunosamente a salvarsi in mezzo al trambusto della casa di Wolff, e ora torna raccontando che Valdemaro si è unito a una banda di briganti; Fedora non riesce a credergli. Ma subito giunge anche Valdemaro, portando con sé Etelinda, che racconta come le cose sono veramente andate. Pipper si offre, pur tra i dubbi di Valdemaro, di condurre gli altri pescatori verso la miniera, per salvare il padre di Etelinda.
Pipper però incontra Rutlando, giunto con i suoi presso il lago in cerca dei fuggitivi. Rutlando cerca di sapere dove abita Valdemaro, ma ora Pipper si è fatto più scaltro e riesce ad allontanarsi in cerca dei suoi compagni senza rivelare nulla.
Rutlando riesce comunque a trovare la casa di Valdemaro, dalla quale il giovane si è allontanato per andare a pescare. Rutlando fa irruzione nella capanna e cerca di insidiare Etelinda, che Fedora difende parandosi davanti all'aggressore con un coltello. Giungono anche Wolff e altri pescatori guidati da Pipper, ma Etelinda per sfuggire a Rutlando si getta nel lago. Rutlando, credendola morta, si allontana sconsolato.
Ma Etelinda è stata soccorsa da Valdemaro, che la riporta a riva, e per la seconda volta diventa il suo salvatore. Wolff non può che acconsentire con gioia all'unione tra Etelinda e Valdemaro.

## Struttura musicale
- Sinfonia

### Atto I
- N. 1 - Introduzione e Cavatina del Conte Zitti; ci siamo - Più frenar non so l'ardore (Ranulfo, Coro, Conte)
- N. 2 - Duetto fra Valdemaro e Pipper Alla fine ti riveggo
- N. 3 - Terzetto fra Valdemaro, il Conte e Pipper Nel mio povero abituro
- N. 4 - Coro e Cavatina di Edelinda Nelle viscere discende - Primo voto del mio core (Coro, Etelinda, Wolff)
- N. 5 - Duetto fra il Conte ed Edelinda Forse m'avrà tradito
- N. 6 - Finale I Vendetta... furore... sterminio... terrore... (Coro, Conte, Ranulfo, Valdemaro, Pipper, Etelinda)

### Atto II
- N. 7 - Coro ed Aria di Pipper Più buon vento, più bel dì - Sicché dunque ritornando (Coro, Fedora, Pipper)
- N. 8 - Duetto fra il Conte e Pipper Dimmi; dov'è colui?...
- N. 9 - Finale II Non v'esponente; non vi stancate (Etelinda, Valdemaro, Conte, Fedra, Pipper, Coro, Valdemaro, Wolff)